# Seestraße 18 (Unterschondorf)

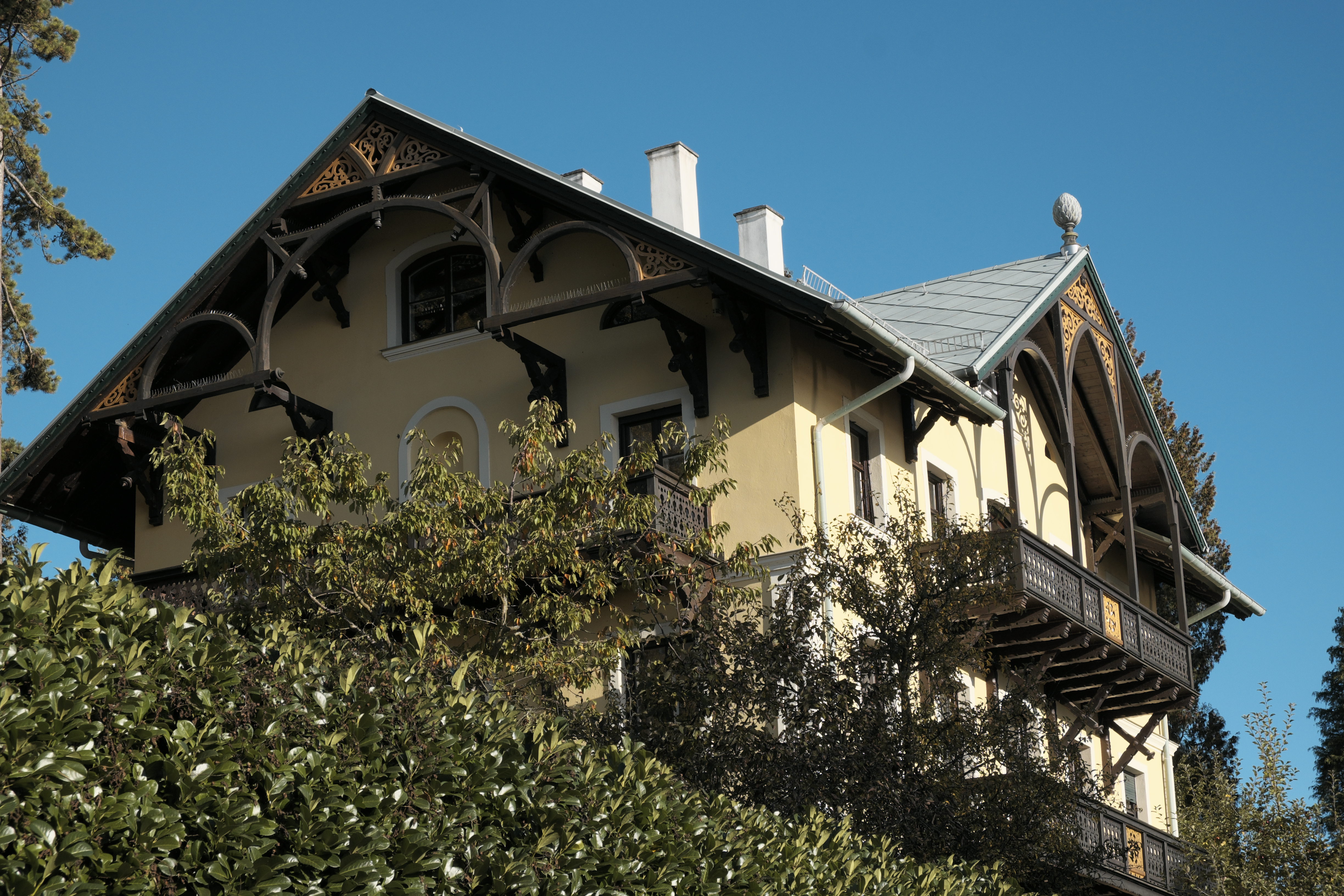
Wohnhaus Seestraße 18 in Unterschondorf

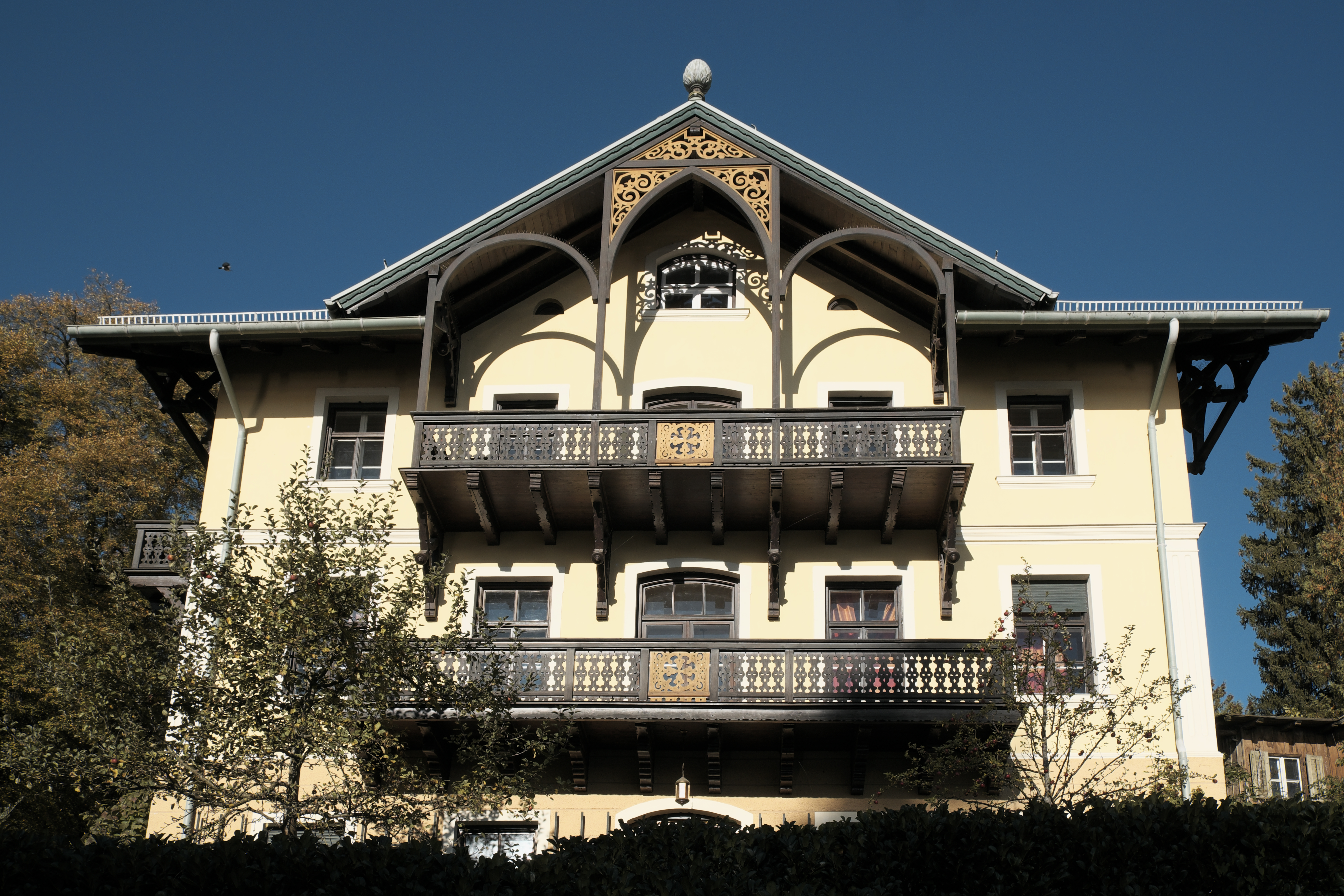
Seeseite

Das Gebäude Seestraße 18 in Unterschondorf, einem Ortsteil der Gemeinde Schondorf am Ammersee im oberbayerischen Landkreis Landsberg am Lech, wurde um 1900 errichtet. Das Wohnhaus ist ein geschütztes Baudenkmal.
Das Haus wurde 1911 vom Münchener Maler und Kunstsammler Sigmund Röhrer gekauft, der auch mehrere Häuser in der Nachbarschaft besaß. Die Villa diente vor allem als Gästehaus. Zur Aufbewahrung der umfangreichen Kunstsammlung mit dem Schwerpunkt deutsche Kunst des 18. Jahrhunderts diente die Villa Holzer direkt am See, die 1956 abgebrochen wurde.

## Architektur
Das Landhaus Seestraße 18, ein Satteldachbau am Hang, besitzt Balkone und einen Zwerchgiebel. An die Traufseite ist mittig ein dreiseitig, gemauerter Windfang mit flachem Zeltdach angebaut. Das Gebäude wird durch ein umlaufendes Stockwerkgesims und kannelierte Ecklisenen gegliedert. Die sechsteiligen Rechteckfenster haben Sohlbankgesimse und geohrte Faschen. Hinter dem Windfang mit zwei Zugängen und bauzeitlichem Doppelfenster mit farbiger Bleiverglasung liegt die Diele mit dem ursprünglichen Holz- und Keramikboden. Hier und im Treppenhaus haben sich Reste der Schablonenmalerei erhalten. Die zweiläufige Podesttreppe hat ein Holzgeländer mit gedrechselten Balustern. Zahlreiche Türen und Kassettenfenster mit alten Beschlägen und Scheiben aus der Bauzeit sind erhalten.
Das ehemalige Gesellschaftszimmer im Untergeschoss besitzt an den Wänden und der Decke aufwendige Jugendstilmalereien in Form von Wasserpflanzen, Seepferden, Fischen und Vögeln.